# Trachyuropoda berlesesellnickia
Trachyuropoda berlesesellnickia es una especie de arácnido del orden Mesostigmata de la familia Trachyuropodidae.

## Distribución geográfica
Se encuentra en Austria y  en Inglaterra.